# Parco di Al-Azhar

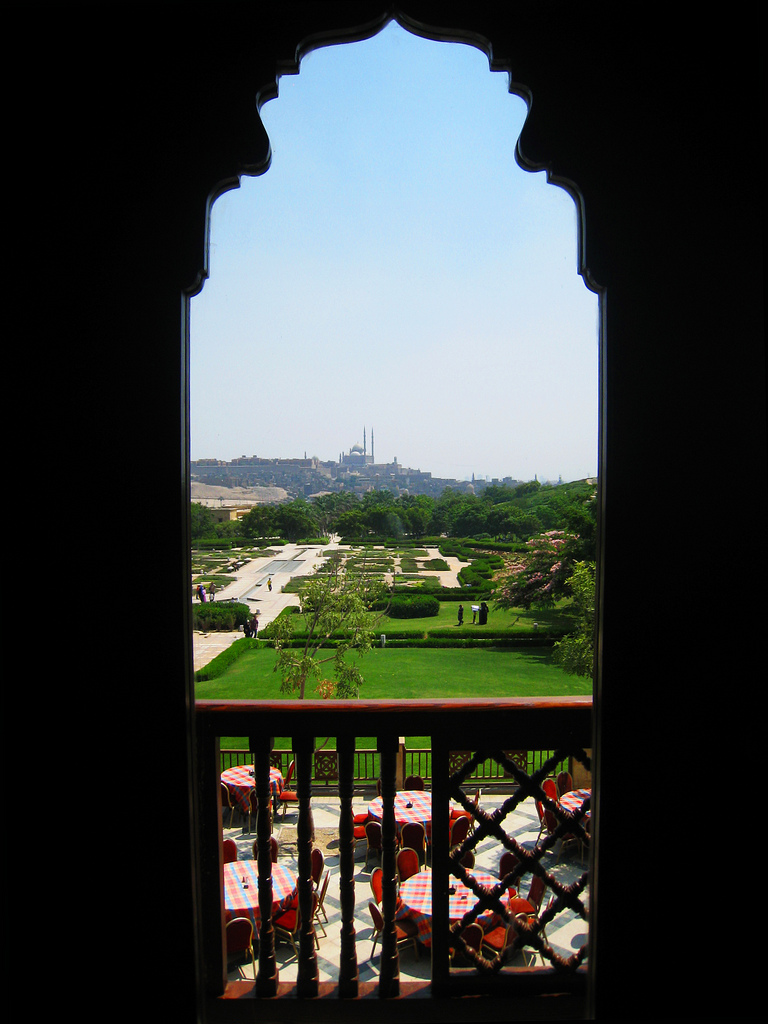
Vista della moschea di Muhammad Ali nel parco di Al-Azhar

Il parco di Al-Azhar è un parco pubblico egiziano situato nella capitale.
Tra i vari onori, questo parco è stato inserito dal Project for Public Spaces tra i sessanta migliori spazi pubblici del mondo. Il parco fu creato dal Historic Cities Support Programme dell'Aga Khan Trust for Culture, un'entità dell'Aga Khan Development Network. Il parco, costato oltre 30 milioni di dollari, fu un regalo alla città di Il Cairo da parte di Karim Aga Khan IV, un discendente degli Imam-Califfi Fatimidi che fondarono la città nel 969.

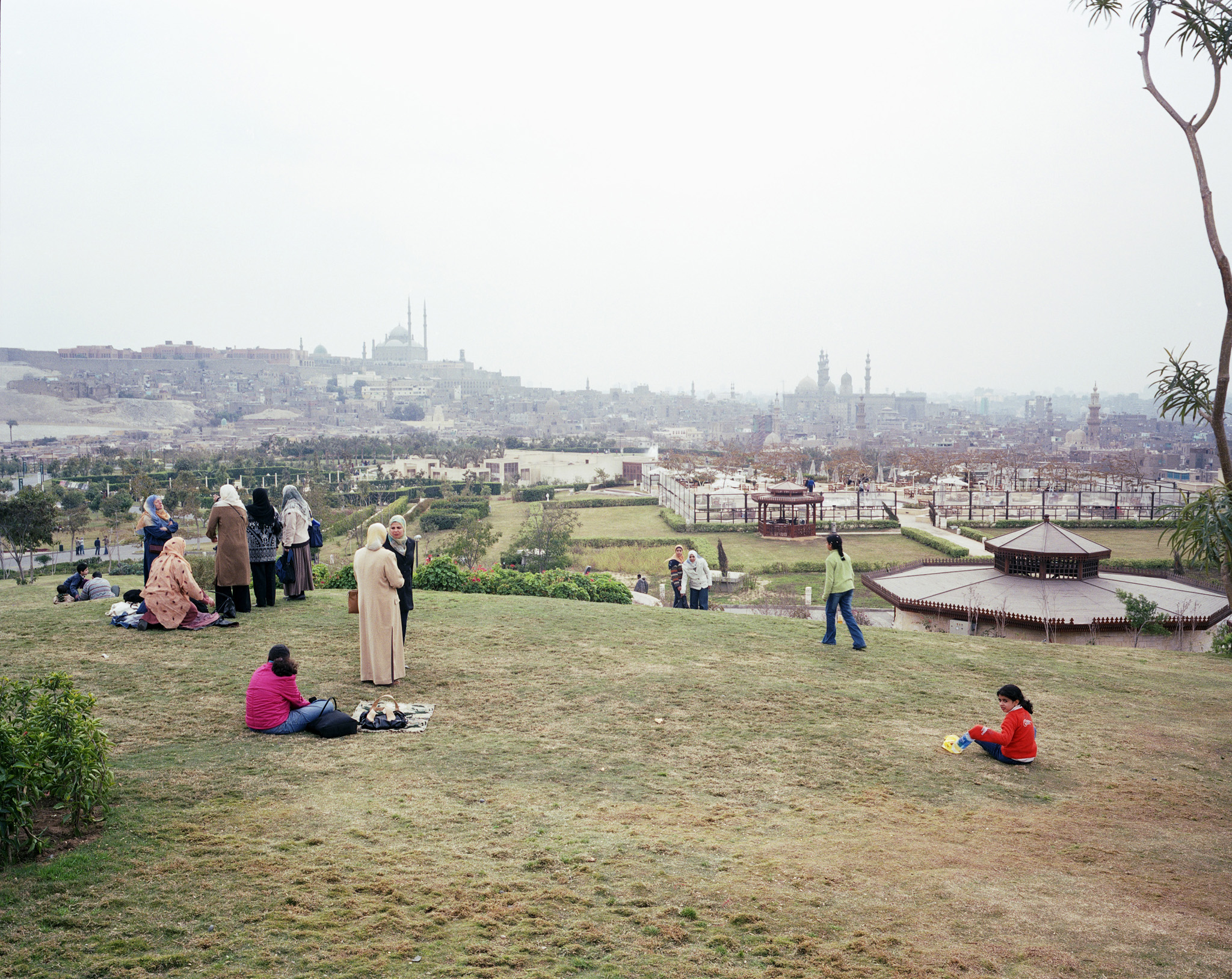
Parco di Al-Azhar in inverno

All'interno del parco si trova un muro ayyubide del XII secolo, una moschea del XIV secolo, il complesso di Khayrbek del XIII secolo e la scuola Darb Shoughlan.

## I giardini del parco di al-Azhar
Aperti al pubblico nel 2005, i giardini di al-Azhar sono una reminiscenza degli antichi giardini islamici, con l'aggiunta di elementi tradizionali e moderni. I giardini centrali a terrazze, l'uso enfatico delle fontane, le opere in pietra variopinte dei Mamelucchi, i giardini irrigati, i corsi d'acqua e la geometria islamica si integrano in un design contemporaneo. Il sito è rifornito da un serbatoio costruito apposta.

## Piazza e Museo della Cairo storica

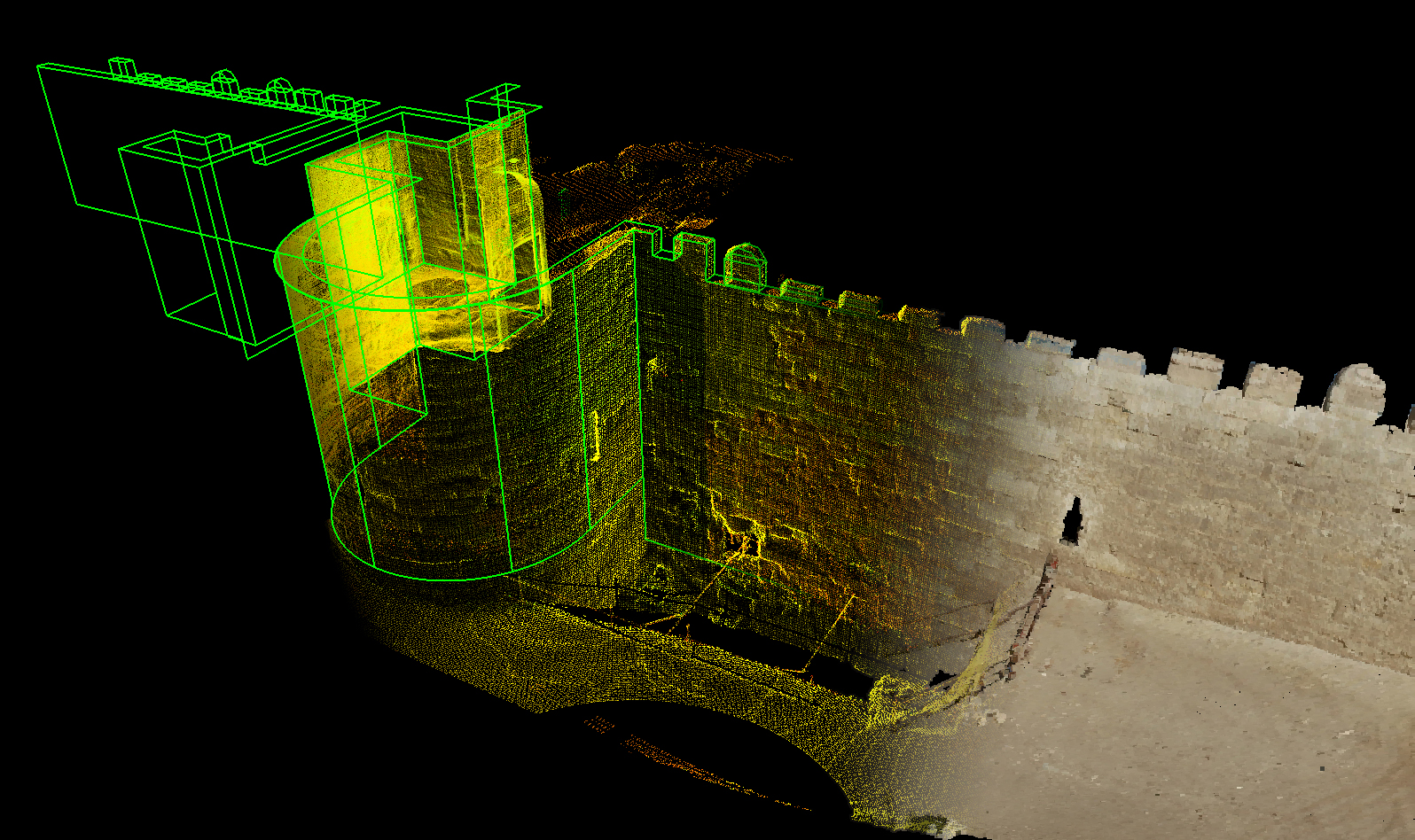
Immagine isometrica al laser scan di una parte delle mura Ayyubide del XII secolo che costeggiano il parco di Al-Azhar.

Nella parte settentrionale del parco si sta costruendo un edificio che ospiterà il Museo della Cairo storica. Si tratterà di un edificio con parcheggi sotterranei, negozi e strutture culturali. Il progetto è in mano all'Aga Khan Trust for Culture in cooperazione con il Consiglio Supremo delle Antichità d'Egitto.
Il museo descriverà l'evoluzione della capitale egiziana ed ospiterà artefatti ed opere d'arte di grande valore, facenti parte del retaggio islamico. Con i suoi 4000 m² di spazio espositivo divisi su due piani, il museo conterrà 1000 oggetti relativi a diversi periodi storici. Porterà i visitatori nel cuore culturale, urbano ed architettonico della metropoli.
Per poter esporre e restaurare tutti gli artefatti e le opere d'arte, il Trust ha creato un laboratorio in cui addestra nuovi tecnici del settore. Il laboratorio è utilizzato anche per effettuare i lavori di restauro per conto del Museo d'arte islamica del Cairo.

## Premi e riconoscimenti
- Il parco di Al-Azhar è elencato tra i 60 migliori spazi aperti del mondo del Project for Public Spaces[1]
- Nel 2005 ha ottenuto il Global Vision Innovation Award della rivista Leisure[5]

## Galleria d'immagini

Parco di Al-Azhar
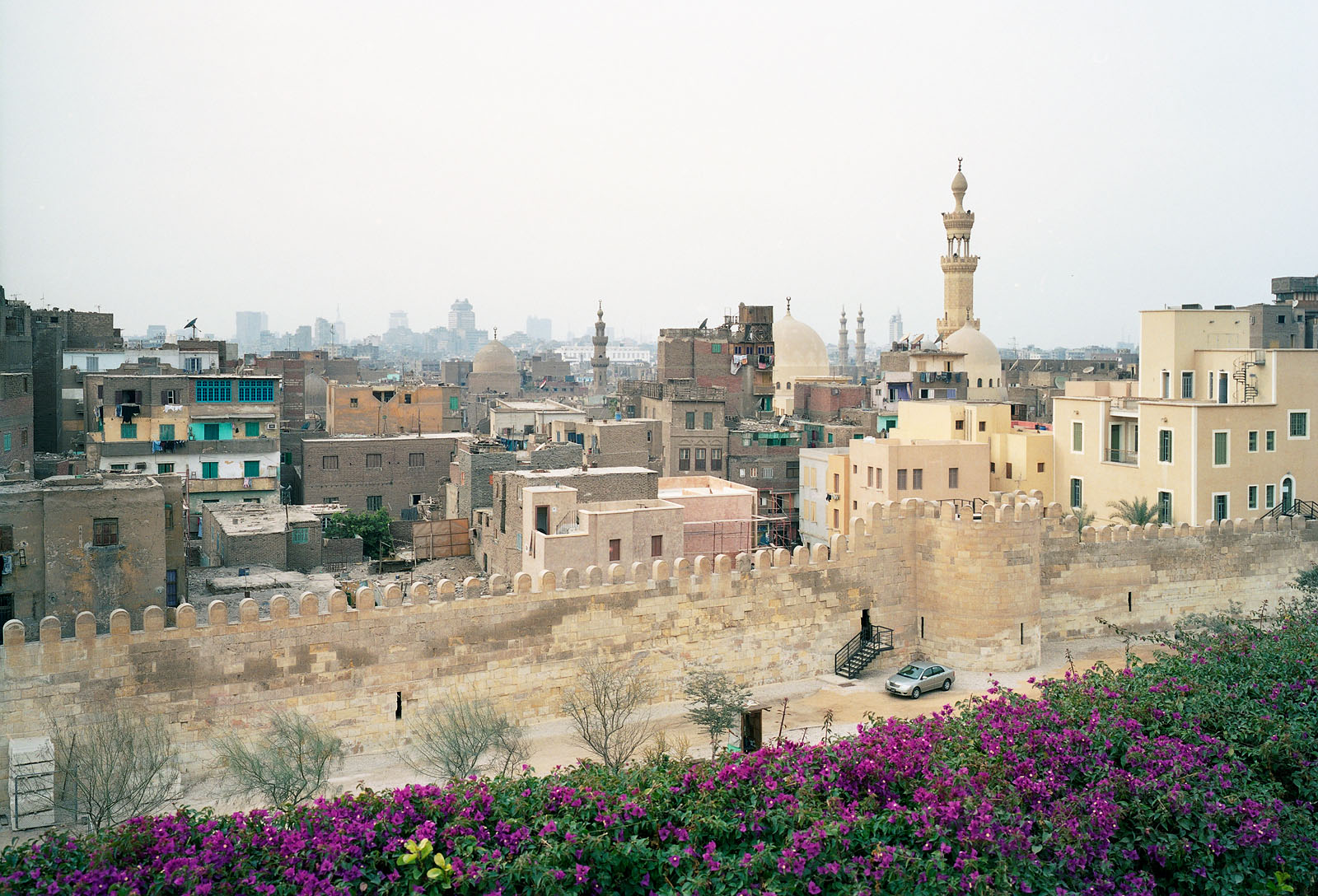
Antico muro Ayyubide
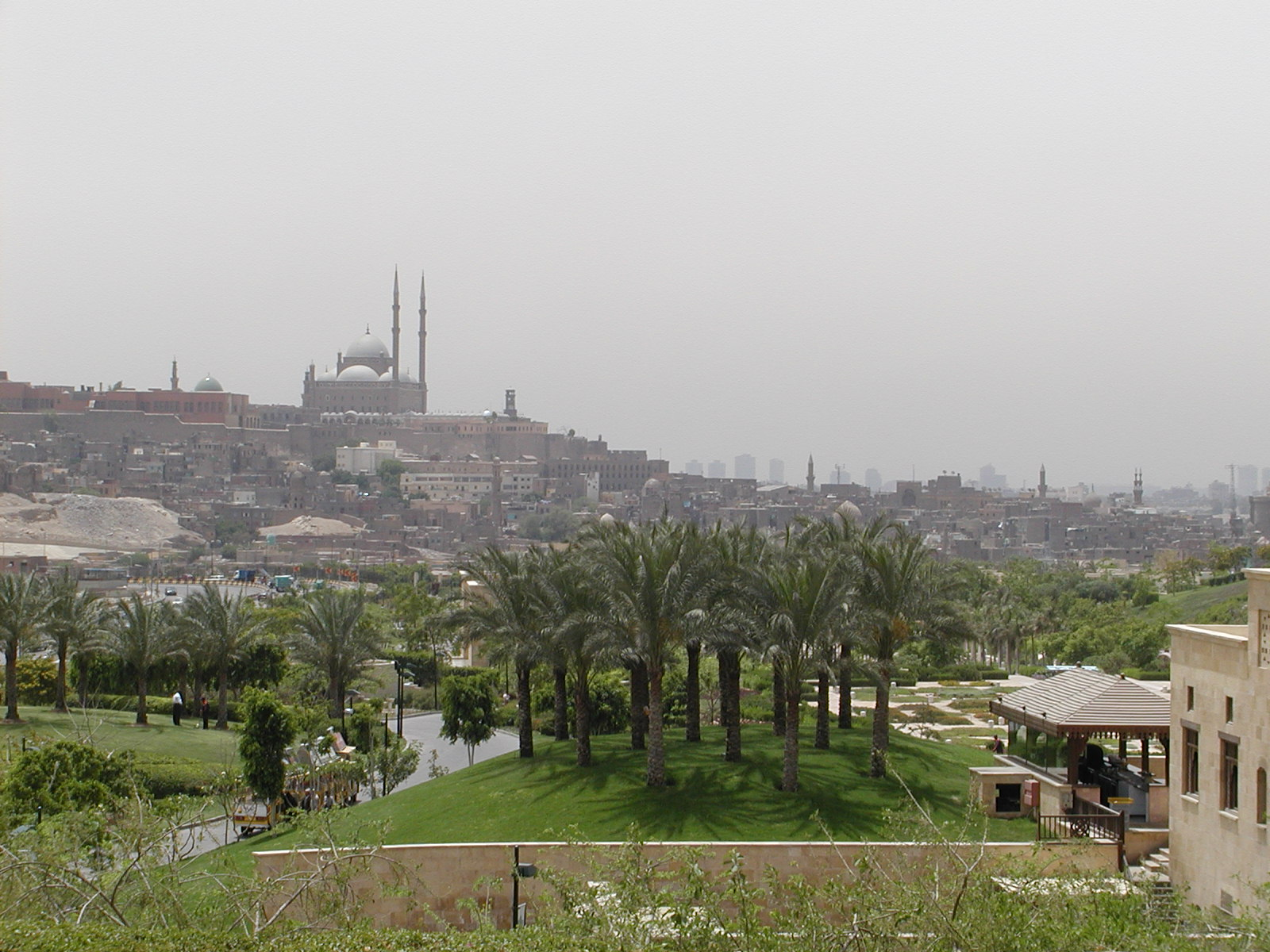
Panorama cittadino visto da un punto panoramico del parco
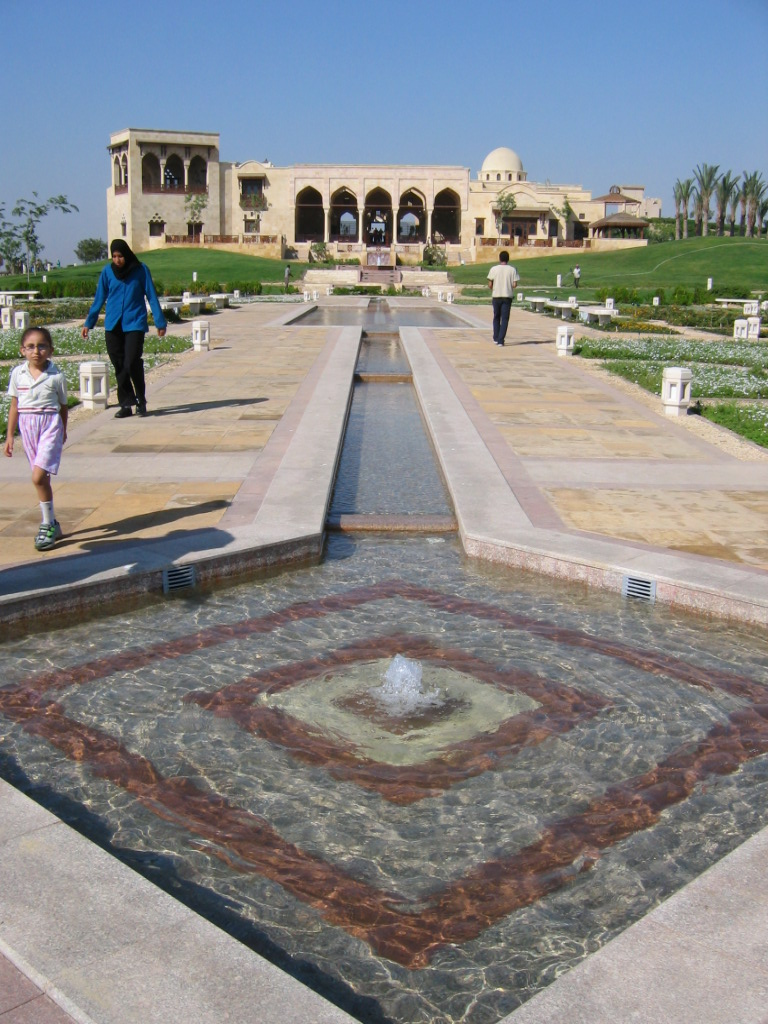
Corsi d'acqua e sentieri